# Chiesa di San Quirico (Serra San Quirico)
La chiesa di San Quirico è la parrocchiale di Serra San Quirico, in provincia di Ancona e nell'arcidiocesi di Camerino-San Severino Marche; è a capo della vicaria di Serra San Quirico.

## Storia
La primitiva chiesetta serrana, sorta verso l'anno Mille, venne fondata dall'abate di Camaldoli Romualdo; questa cappella fu resa dipendente dall'abbazia di Sant'Elena.
Il terremoto del 24 aprile 1741, avente come epicentro la Valle dell'Esino, arrecò gravi lesioni alla struttura, che dovette essere pertanto demolita; la nuova parrocchiale venne edificata nel 1744.
Nel 1997 un nuovo disastroso sisma danneggiò la chiesa, la quale, chiusa durante i lavori di ripristino, venne riaperta al culto nel 2000; in quest'occasione si provvide a posare il nuovo pavimento e a realizzare l'altare rivolto verso l'assemblea, in ossequio alle norme postconciliari.

## Descrizione

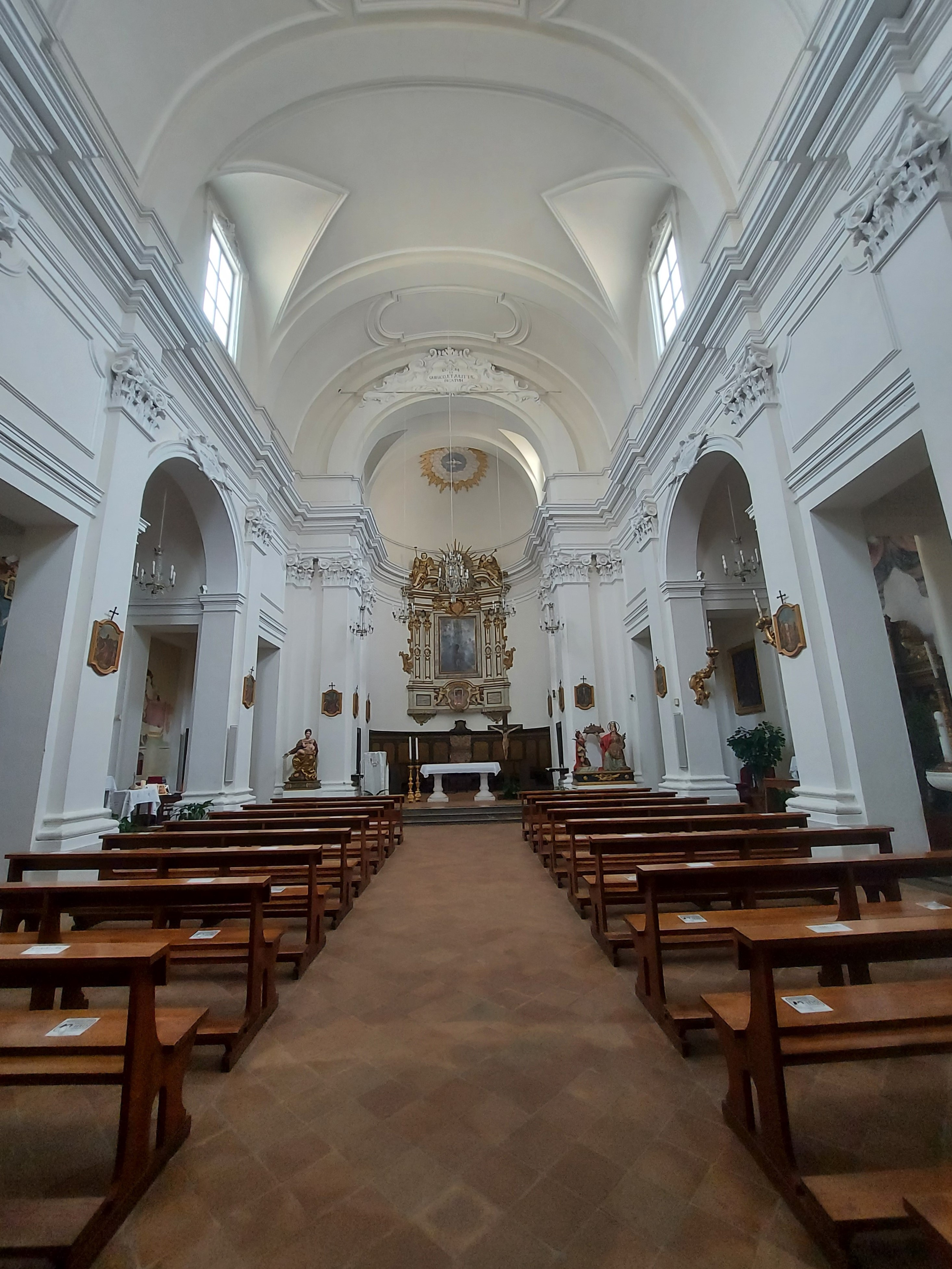
L'interno.

### Esterni
La sobria facciata a salienti della chiesa, non intonacata e rivolta a Nord-Ovest, presenta al centro il portale d'ingresso architravato e sormontato da una finestra di forma rettangolare, mentre più in alto si apre un oculo.
Annesso alla parrocchiale è il campanile a base quadrata, la cui cella campanaria presenta su ogni lato una monofora ed è coperta da tetto a quattro falde.

### Interni
L'interno dell'edificio si compone di tre navate, separate da pilastri abbelliti da lesene e sorreggenti archi a tutto sesto, al di sopra dei quali corre il cornicione modanato e aggettante sul quale si imposta la volta; al termine dell'aula si sviluppa il presbiterio, rialzato di alcuni gradini e chiuso dall'abside di forma semicircolare.
Qui sono conservate diverse opere di pregio, tra le quali il bassorilievo raffigurante la Madonna del Rosario attorniata dai Misteri del Rosario, con la cornice risalente al 1749, un Crocifisso del XV-XVI secolo, una tela eseguita da Pasqualino Rossi, il coro ligneo - caratterizzato dalla reliquia della "Sacra Spina" - e il tabernacolo della cappella del Santissimo Sacramento.